# Ure Museum of Greek Archaeology

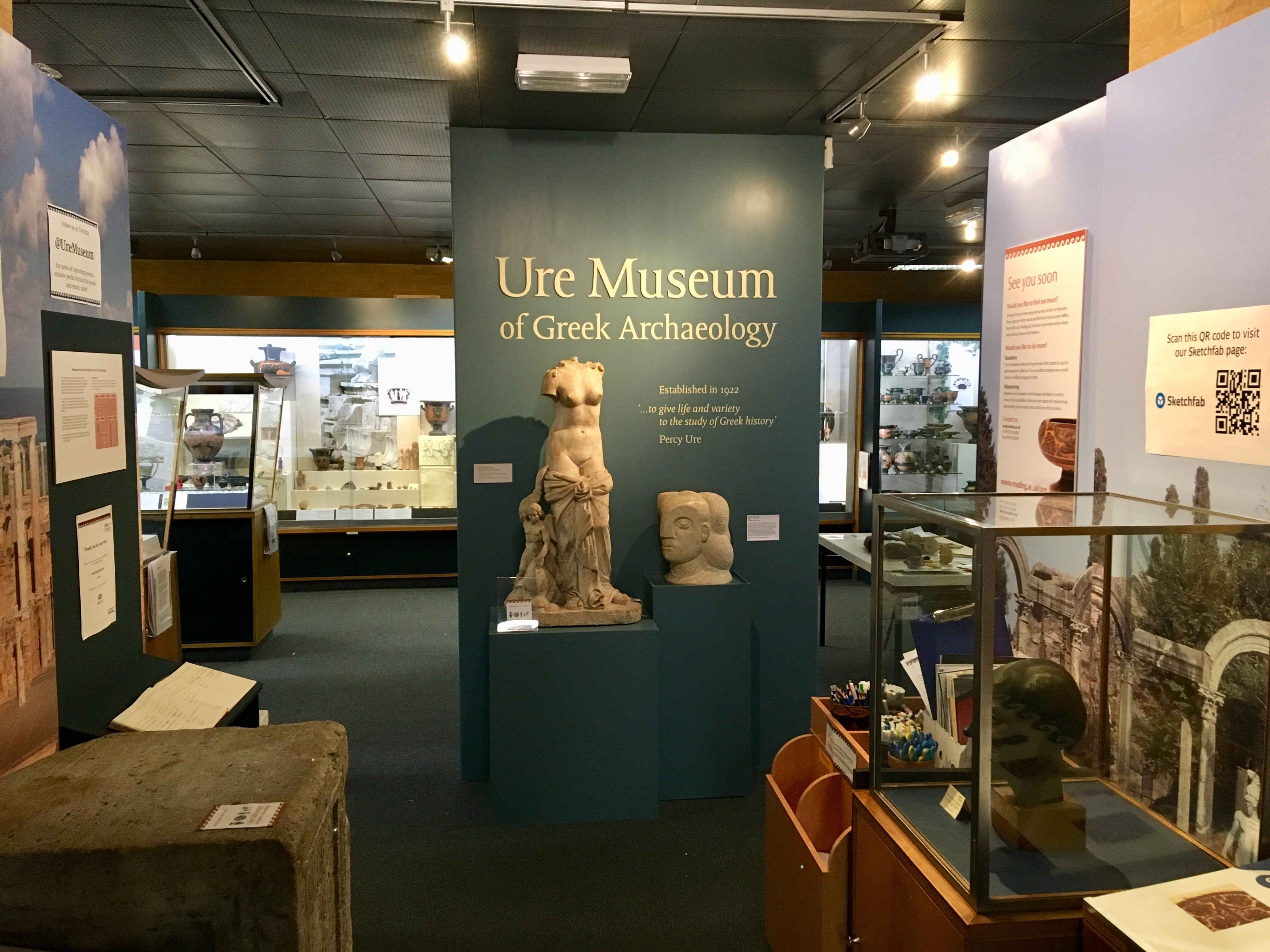
Eingangsraum des Ure Museum

Das Ure Museum of Greek Archaeology ist die archäologische Sammlung der University of Reading als Teil ihres Department of Classics.

## Geschichte
Der Archäologe Percy N. Ure, seit 1911 an der Universität Reading tätig, begründete das Museum 1922. Die Sammlung wuchs durch Spenden und gilt heute als viertgrößte Sammlung griechischer Keramik in Großbritannien.
Kuratoren
- 1922–1976: Annie Dunman Ure
- 1976–1992: Jane F. Gardner
  - Brian Sparkes (Assistant curator)
  - 1990–1992: Susan E. Alcock (Assistant curator)
- 1998–2000: Peter Stewart
- seit 2000: Amy C. Smith
  - seit 2014: Jayne Holly (Assistant curator für die ägyptischen Objekte)

## Bestände
Das Museum beherbergt eine Sammlung von ca. 2000 Antiken aus den griechischen, etruskischen und römischen Zivilisationen des Mittelmeerraumes, insbesondere griechische und etruskische Keramik und Terrakotten. Weitere Exponate sind prähistorische Keramik, griechische und römische Metall- und Steinobjekte. Ferner besitzt das Museum eine Sammlung ägyptischer Antiken, die von der prädynastischen bis zur römischen Zeit reichen, darunter Objekte, die Hilda Petrie bereits 1909 der Universität gestiftet hatte. Ca. 300 antike Vasen befinden sich als Dauerleihgabe des Reading Museums im Ure Museum.